# Liberia vid världsmästerskapen i friidrott 2022
Liberia tävlade vid världsmästerskapen i friidrott 2022 i Eugene i USA mellan den 15 och 24 juli 2022. Liberia hade en trupp på fyra idrottare.

## Resultat

### Herrar
Gång- och löpgrenar
| Idrottare         | Gren           | Försöksheat | Försöksheat | Semifinal        | Semifinal        | Final            | Final            |
| Idrottare         | Gren           | Resultat    | Placering   | Resultat         | Placering        | Resultat         | Placering        |
| ----------------- | -------------- | ----------- | ----------- | ---------------- | ---------------- | ---------------- | ---------------- |
| Emmanuel Matadi   | 100 meter      | 9,99        | 7 0Q0       | 10,12            | 10               | Gick inte vidare | Gick inte vidare |
| Joseph Fahnbulleh | 200 meter      | 20,12       | 6 0Q0       | 19,92            | 6 0Q0            | 19,84            | 4                |
| Wellington Zaza   | 110 meter häck | 13,81       | 33          | Gick inte vidare | Gick inte vidare | Gick inte vidare | Gick inte vidare |

### Damer
Gång- och löpgrenar
| Idrottare      | Gren           | Försöksheat | Försöksheat | Semifinal        | Semifinal        | Final            | Final            |
| Idrottare      | Gren           | Resultat    | Placering   | Resultat         | Placering        | Resultat         | Placering        |
| -------------- | -------------- | ----------- | ----------- | ---------------- | ---------------- | ---------------- | ---------------- |
| Ebony Morrison | 100 meter häck | 13,12       | 25          | Gick inte vidare | Gick inte vidare | Gick inte vidare | Gick inte vidare |